# 擲出青春
《擲出青春》（英語：Pitch）是一部于2016年9月22日在Fox首播的美國電視劇。

## 演員和角色
- 凯莉·班伯利（英语：Kylie Bunbury） 飾演 金妮·贝克
- 馬克-保羅·戈塞拉 飾演 麦克·劳森
- 馬克·康索羅斯（英语：Mark Consuelos） 飾演 奥斯卡·阿尔圭洛拉
- 莫·麥克雷（英语：Mo McRae） 飾演 博李·桑德斯
- 梅根·霍尔德（英语：Meagan Holder） 飾演 伊夫林·桑德斯
- 蒂姆·乔（英语：Tim Jo） 飾演 艾略特
- 丹·劳里亚（英语：Dan Lauria） 飾演 阿尔·罗恩戈
- 艾丽·拉特 飾演 艾美莉雅·史萊特